# Kapellhamnen
Kapellhamnen (finska: Kappelisatama) är en stadsdel i Hangö stad i det finländska landskapet Nyland. Stadsdelen har fått sitt namn från ett kapell som låg på platsen, troligtvis redan på 1400-talet. Kapellet omnämns i skriftliga källor först år 1631. Kapellets plats är okänd men år 2006 hittades kapellets gravgård. År 1935 reste Hembygdsforskningens vänner i Hangö ett minnesmärke på det ställe där man antar att kapellet stått.